# Schlacht von Québec (1775)
Die Schlacht von Québec am 31. Dezember 1775 zwischen den Briten und der amerikanischen Kontinentalarmee fand in der Frühphase des Amerikanischen Unabhängigkeitskriegs in der Stadt Québec im heutigen Kanada statt. Diese Schlacht war die erste bedeutende Niederlage für die vereinigten Dreizehn Kolonien und war für sie verlustreich. General Richard Montgomery fiel, Benedict Arnold wurde verwundet und Daniel Morgan wurde mit 430 anderen gefangen genommen. Die Garnison der Stadt, eine zusammengewürfelte Truppe aus regulären Soldaten und Milizionären, die unter dem Kommando von Gouverneur Guy Carleton stand, erlitt nur geringe Verluste.
Im Verlaufe der Invasion von Kanada hatte Montgomerys Armee am 13. November 1775 Montreal eingenommen. Anfang Dezember schloss sie sich mit einer Gruppe unter Arnolds Kommando zusammen, die einen beschwerlichen Weg durch die Wildnis des nördlichen Neuengland hinter sich hatte. Carleton war von Montreal nach Québec geflohen und gerade noch rechtzeitig traf Verstärkung ein, um die eingeschränkte Verteidigung der Stadt vor Ankunft der angreifenden Amerikaner zu verstärken. Besorgt, dass bald auslaufende Einberufungen seine Armee schwächen würden, marschierte Montgomery im tiefsten Winter durch das Tal des Sankt-Lorenz-Stroms in Richtung Québec. Dort wollte er in der Unterstadt auf Arnolds Gruppe stoßen und danach die Stadtmauern um die Oberstadt überwinden. Montgomerys Armee zog sich früh zurück, nachdem er tödlich getroffen worden war, doch Arnolds Gruppe kämpfte zunächst weiter. Arnold wurde verwundet und Morgan führte den Angriff an seiner Stelle weiter, bis er gezwungen war, sich zu ergeben. Bis zum Frühling hielt Arnold eine unwirksame Belagerung aufrecht, ehe er sich angesichts herannahender britischer Verstärkungen zurückziehen musste.
Während der Schlacht und der nachfolgenden Belagerung waren französischsprachige Kanadier auf beiden Seiten des Konflikts aktiv. Die amerikanischen Truppen erhielten von der Bevölkerung Vorräte und logistische Unterstützung, während unter den Verteidigern der Stadt auch lokale Milizen vertreten waren. Als sich die Amerikaner zurückzogen, wurden sie von einigen ihrer Unterstützer begleitet; jene, die zurückblieben, waren strafrechtlicher Verfolgung ausgesetzt, nachdem die Briten die Kontrolle über die Provinz Québec wiedererlangt hatten.

## Hintergrund

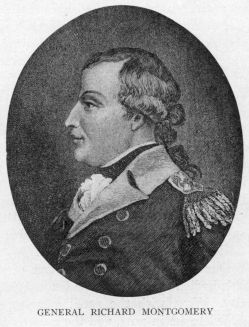
Richard Montgomery

Kurz nach Ausbruch des Amerikanischen Unabhängigkeitskriegs im April 1775 gelang es einer kleinen, von Ethan Allen und Benedict Arnold angeführten Gruppe, am 10. Mai das am Lake Champlain gelegene Fort Ticonderoga einzunehmen (siehe Schlacht von Ticonderoga). Ein weiterer Angriff Arnolds auf das Fort Saint-Jean (im heutigen Saint-Jean-sur-Richelieu) beunruhigte die britischen Behörden in Montreal. Diese Aktionen führten dazu, dass sowohl Briten als auch Rebellenführer die Möglichkeit einer Invasion Québecs durch aufständische Einheiten des Zweiten Kontinentalkongresses in Erwägung zogen. General Guy Carleton, Gouverneur der Provinz Québec, begann die Verteidigungskräfte zu mobilisieren. Nachdem der Kongress die Idee eines Angriffs auf Québec zunächst verworfen hatte, genehmigte er Generalmajor Philip Schuyler die Invasion, falls dieser es für notwendig erachte. Als Teil der amerikanischen Propaganda-Offensive zirkulierten Briefe des Kongresses und des Parlaments von New York in Québec, die den Bewohnern die Befreiung von ihrer unterdrückerischen Regierung versprachen. Arnold, der nicht für das Kommando der Invasionsstreitmacht berücksichtigt worden war, überzeugte General George Washington davon, eine zweite Expedition durch die Wildnis des heutigen Bundesstaates Maine direkt zur Stadt Québec zu genehmigen.
Im September 1775 brach die Kontinentalarmee in Richtung Québec auf. Gemäß einer Proklamation von General Schuyler war es ihr Ziel, „falls möglich die Truppen Großbritanniens, die ihre Befehle von einer despotischen Regierung erhält, zu vertreiben … da sie danach streben, ihre Mitbürger und Brüder unter das Joch harter Sklaverei zu zwingen.“ Brigadier Richard Montgomery führte die Armee von Ticonderoga und Crown Point aus entlang dem Rivière Richelieu, belagerte erfolgreich das Fort Saint-Jean (im heutigen Saint-Jean-sur-Richelieu) und nahm am 13. November die Stadt Montreal ein. Kurz nachdem Montgomery in Ticonderoga aufgebrochen war, führte Arnold eine Streitmacht von 1100 Mann von Cambridge (Massachusetts) aus durch Maine in Richtung Québec.
Die eindringenden Amerikaner gingen fest davon aus, dass die katholische frankokanadische Bevölkerung sich gegen die britische Herrschaft auflehnen würde. Seitdem die Briten 1760 während des Siebenjährigen Krieges die Kontrolle über die Provinz erlangt hatten, war es zu Beschwerden und Meinungsverschiedenheiten mit den protestantischen englischsprachigen Truppen und Behörden gekommen. Diese Spannungen konnten jedoch 1774 mit dem Quebec Act, der die Religionsfreiheit garantierte und den Code civil im Privatrecht wiederherstellte, abgebaut werden (gleichzeitig wurde der Quebec Act in den Dreizehn Kolonien als eines der „unerträglichen Gesetze“ verurteilt). Die Mehrheit der frankophonen Bevölkerung entschloss sich dazu, keine aktive Rolle in der amerikanischen Kampagne zu spielen: Dem einflussreichen katholischen Klerus war es gelungen, die britische Herrschaft als Garantin der französischen Kultur darzustellen.

## Britische Vorbereitungen

### Verteidigung der Provinz

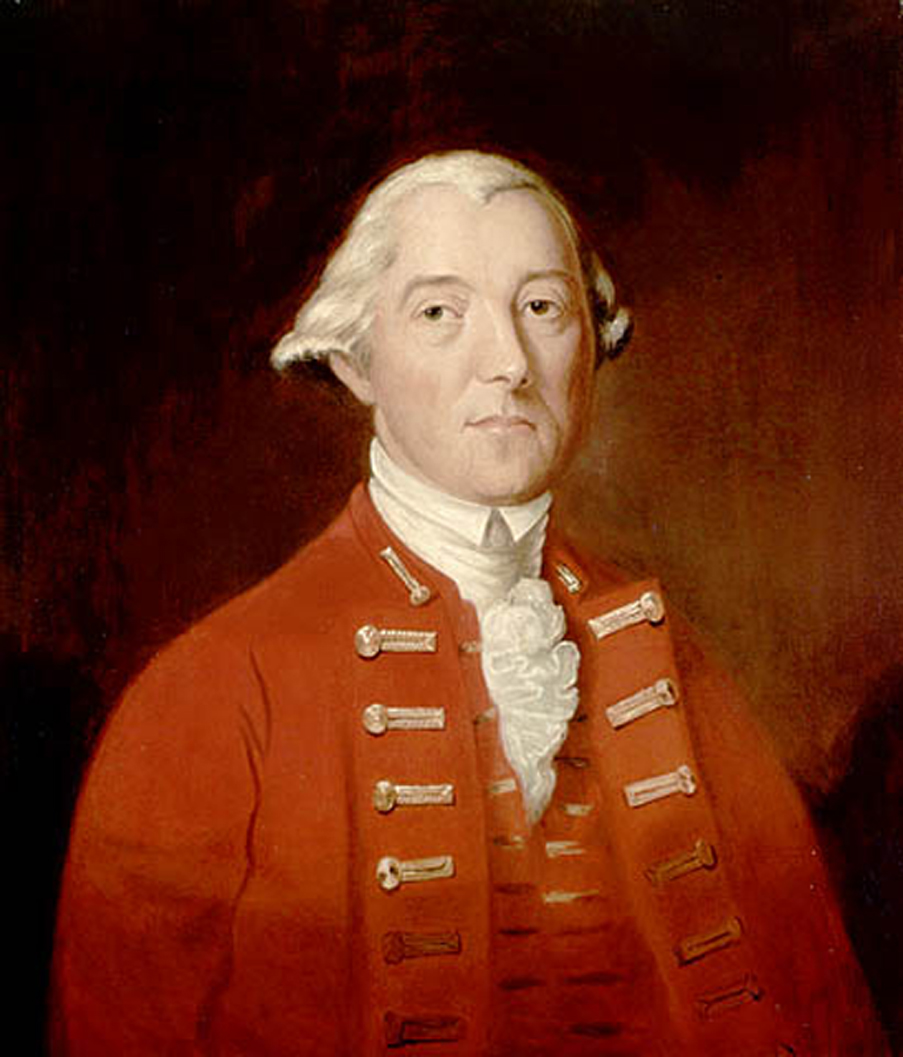
Guy Carleton

Carleton hatte unmittelbar nach der Nachricht von Arnolds erstem Angriff auf Saint-Jean mit den Vorbereitungen zur Verteidigung der Provinz begonnen. Obwohl er den Großteil seines bescheidenen Truppenkontingents bei Fort Saint-Jean konzentrierte, beließ er kleine britische Garnisonen in den Städten Montreal und Québec. Carleton verfolgte den Fortschritt der amerikanischen Invasion mit und erhielt gelegentlich abgefangene Nachrichten zwischen Montgomery und Arnold. Vizegouverneur Hector Theophilus de Cramahé, der in Carletons Abwesenheit für die Verteidigung der Stadt Québec zuständig war, organisierte im September eine mehrere hundert Mann starke Milizeinheit. Er machte die pessimistische Einschätzung, dass wohl nur etwa die Hälfte zuverlässig sei. Cramahé stellte der militärischen Führung in Boston auch zahlreiche Gesuche um Verstärkung, doch daraus wurde nichts. Verschiedene Truppentransporter wurden von ihrem Kurs abgetrieben und gelangten letztlich nach New York. Vizeadmiral Samuel Graves, Kommandeur der Flotte in Boston, weigerte sich, Schiffe für Transporte nach Québec zur Verfügung zu stellen, da der nahende Winter den Sankt-Lorenz-Strom bald zufrieren lassen würde.
Am 3. November erfuhr man in Québec, dass Arnolds Expedition erfolgreich gewesen war und sich der Stadt nähere. Cramahé begann die Wachen zu verstärken und ließ sämtliche Boote vom Südufer des Sankt-Lorenz-Stroms entfernen. Die Nachricht von Arnolds bevorstehender Ankunft führte zu weiteren Einberufungen in die Miliz, die nun 1200 Mann oder mehr zählte. Am selben Tag trafen zwei Schiffe ein, ein weiteres am 4. November. Sie transportierten Freiwillige von St. John’s Island und Neufundland, mit denen die örtliche Miliz um etwa 120 Mann verstärkt werden konnten. Ein kleiner, von der HMS Lizard angeführter Konvoi traf am selben Tag ein, sodass einige Marinesoldaten zu den Verteidigern der Stadt stießen.
Oberstleutnant Allan Maclean, der zuvor versucht hatte, die Belagerung von Saint-Jean zu durchbrechen, traf am 10. November mit 220 Mann der Royal Highland Emigrants ein. Das Regiment hatte bei Trois-Rivières eine Nachricht von Arnold an Montgomery abgefangen und war nach Québec geeilt, um bei der Verteidigung zu helfen. Die Ankunft dieser erfahrenen Einheit hob die Moral der städtischen Miliz und Maclean übernahm unverzüglich die Leitung der Verteidigung.

### Carleton trifft in Québec ein
Infolge der Einnahme von Fort Saint-Jean gab Carleton Montreal auf und kehrte per Schiff nach Québec zurück, wobei er knapp der Gefangennahme entging. Unmittelbar nach seiner Ankunft am 19. November übernahm er von Maclean das Kommando. Drei Tage später veröffentlichte er eine Proklamation, dass jeglicher dienstfähige Mann in der Stadt, der nicht zur Verteidigung beitrage, als Rebell oder Spion betrachtet und als solcher behandelt werde. Wer nicht zu den Waffen griff, erhielt vier Tage, um die Stadt zu verlassen. 200 britische und 300 frankokanadische Einwohner schlossen sich als Folge davon den Verteidigern an.
Carleton machte auf die Schwachstellen in den Verteidigungsanlagen der Stadt aufmerksam. Er befahl die Errichtung zweier Barrikaden und von Palisaden entlang dem Ufer des Sankt-Lorenz-Stroms, innerhalb jenes Bereichs, die durch seine Kanonen abgedeckt war. Er wies seine Truppen verschiedenen Verteidigungspositionen entlang der Stadtmauer und der inneren Schanzen zu und stellte sicher, dass die unerfahrenere Miliz unter straffer Führung war.

## Arnolds Ankunft

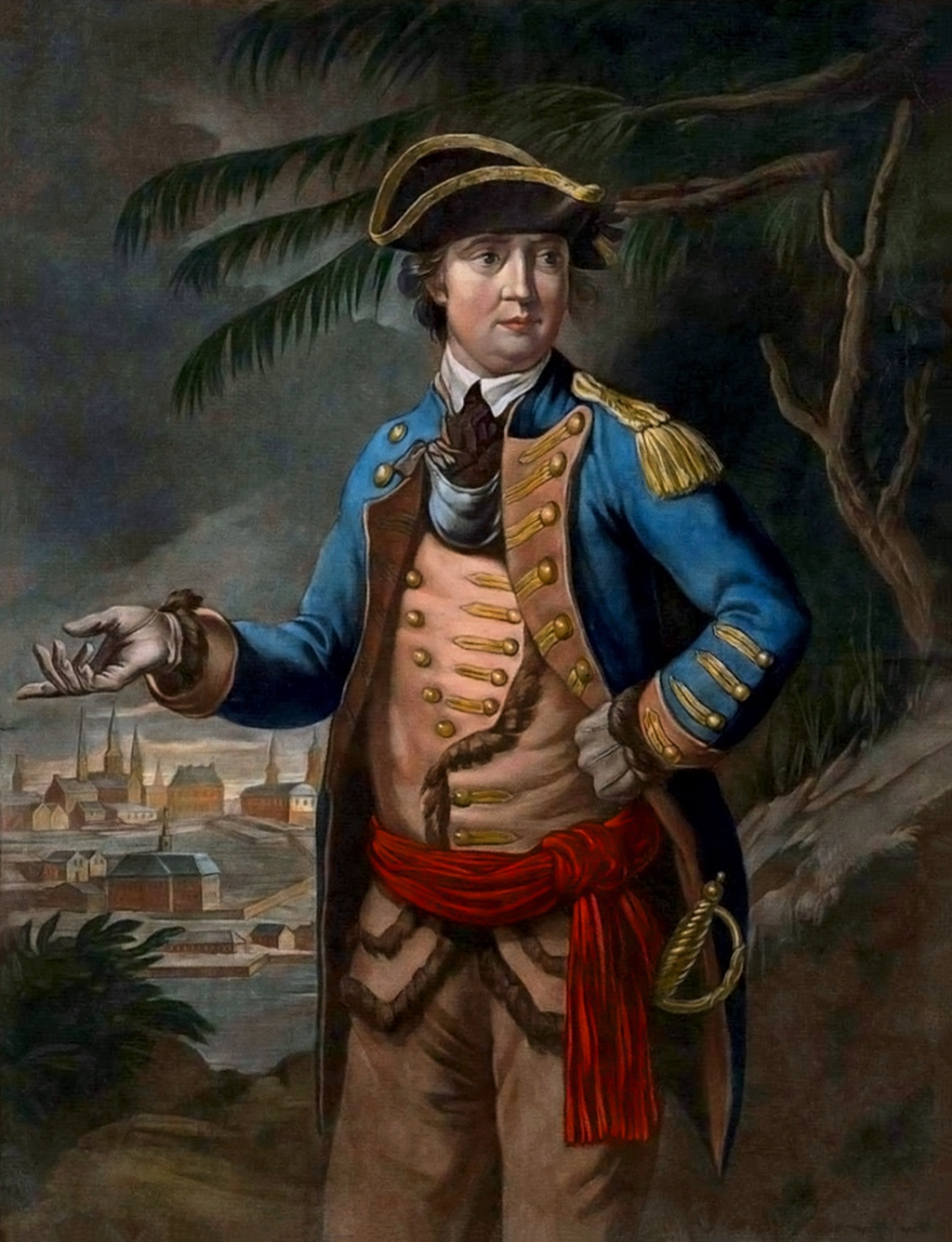
Benedict Arnold

Die Männer, die Arnold für seine Expedition ausgesucht hatte, waren Freiwillige aus neuenglischen Einheiten, die an der Belagerung von Boston teilgenommen hatten. Sie waren für die Dauer der Expedition in zwei Bataillone eingeteilt. Ein drittes Bataillon umfasste Schützen aus Pennsylvania und Virginia unter dem Kommando von Oberstleutnant Daniel Morgan. Der Marsch durch die Wildnis von Maine war lang und hindernisreich in kalten und feuchten Verhältnissen; er dauerte bedeutend länger, als Arnold oder Washington erwartet hatten. Schlechtes Wetter und gekenterte Boote führten zum Verlust eines großen Teils der mitgebrachten Vorräte. Etwa 500 der ursprünglich 1100 Mann starben oder kehrten um. Jene die zurückkehrten, darunter eines der neuenglischen Bataillone, nahmen viele der verbliebenen Vorräte mit. Die übrigen Männer litten Hunger, als sie Anfang November die ersten frankokanadischen Siedlungen erreichten. Am 9. November trafen die 600 Überlebenden von Arnolds Expedition in Point-Lévis am Südufer des Sankt-Lorenz-Stroms ein, gegenüber der Stadt Québec. Trotz des Zustands seiner Truppen begann Arnold unverzüglich damit, Boote aufzutreiben, um den Fluss zu überqueren. Am späten Abend des 10. November war er dazu bereit, doch ein Sturm hielt ihn drei Tage lang auf. Am anderen Flussufer angekommen, führte er seine Männer hinauf zur Abraham-Ebene auf der Colline de Québec, etwa zwei Kilometer von der Stadtmauer entfernt.

Invasionsrouten von Montgomery und Arnold

Die Truppen, die sich Québec näherten, waren sehr schlecht ausgerüstet: Arnold verfügte über keine Artillerie, jeder seiner Männer führte nur fünf Patronen mit sich, mehr als 100 Gewehre waren unbrauchbar und die Kleidung war allmählich zerlumpt. Obwohl er im Verhältnis 1:2 zahlenmäßig unterlegen war, forderte Arnold die Stadt zur Kapitulation auf. Beide Abgesandten wurden von britischen Kanonen unter Beschuss genommen, womit die Forderung als zurückgewiesen galt. Arnold kam zum Schluss, dass er die Stadt nicht mit Gewalt einnehmen könne, weshalb er sie auf der Westseite blockierte. Am 18. November vernahmen die Amerikaner ein (falsches) Gerücht, wonach die Briten sie mit 800 Mann angreifen wollten. Bei einem Kriegsrat beschlossen sie, die Blockade aufzuheben. Daraufhin führte Arnold seine Männer 32 Kilometer flussaufwärts nach Pointe-aux-Trembles, um auf Montgomery zu warten, der soeben Montreal eingenommen hatte.

## Montgomerys Ankunft

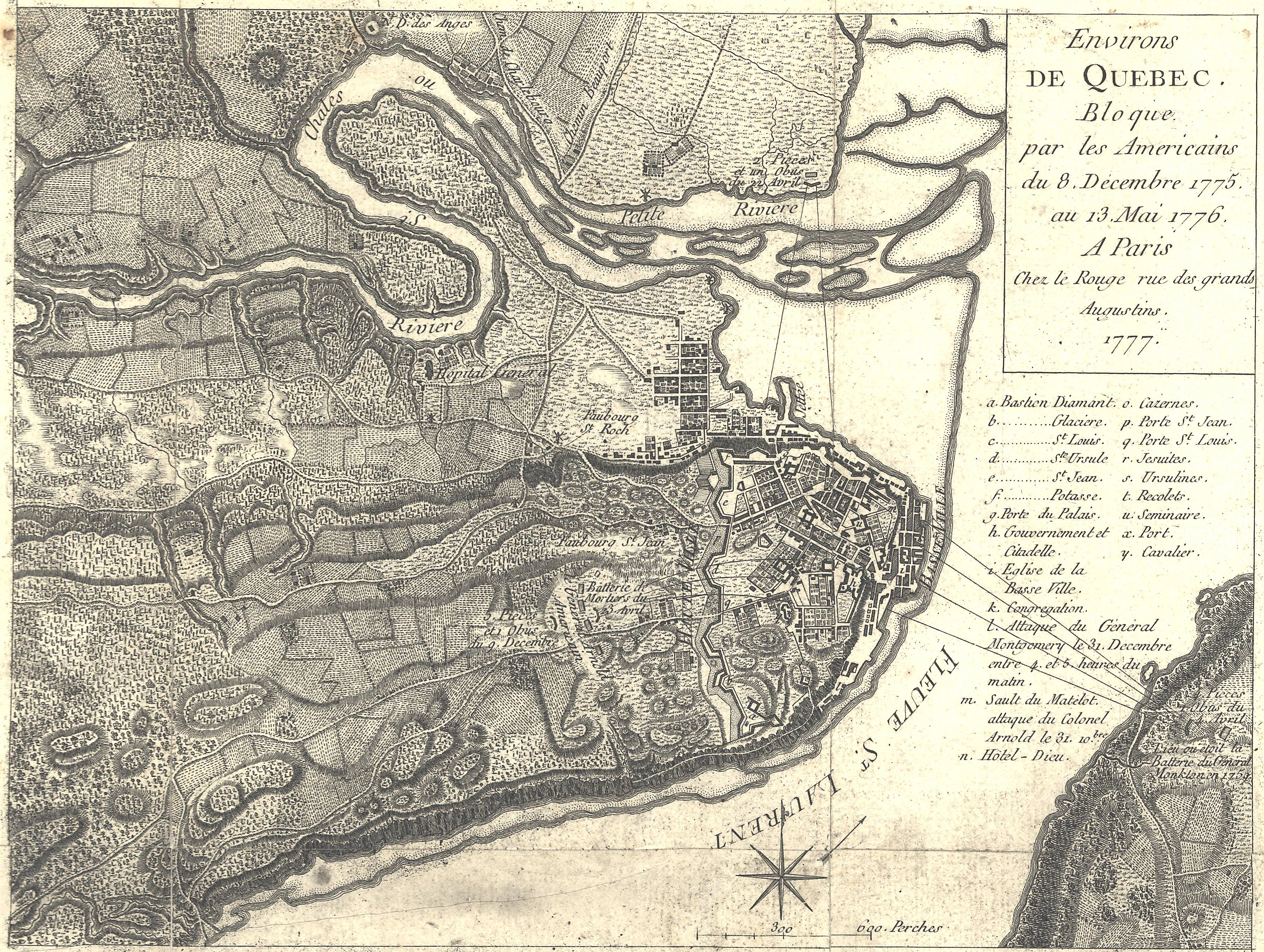
Karte der Stadt Québec mit Standort der Einheiten (1777)

Montgomery traf am 1. Dezember in Pointe-aux-Trembles ein. Seine Truppen umfassten 300 Männer des 1., 2. und 3. New Yorker Regiments, einige Artilleristen, rund 200 Männer des 1. Kanadischen Regiments (rekrutiert von James Livingston) sowie weitere 160 Mann angeführt von Jacob Brown (zusammengestellt aus aufgelösten Regimentern aufgrund abgelaufener Einberufungen). Verstärkt wurden sie ein paar Tage später durch einige Kompanien, abkommandiert durch Generalmajor David Wooster (dem Montgomery das Kommando in Montreal überlassen hatte). Die herangeführte Artillerie umfasste vier Kanonen und sechs Mörser. Montgomery brachte auch Winterkleidung und andere Vorräte für Arnolds Männer mit. Diese stammten aus britischen Schiffen, die es nicht rechtzeitig geschafft hatten, aus Montreal zu fliehen. Die Amerikaner begaben sich rasch nach Québec und belagerten die Stadt ab dem 6. Dezember. Eine von Montgomery entsandte Botin überreichte Carleton einen persönlichen Brief, in welchem er zur Kapitulation aufgefordert wurde. Carleton wies die Forderung zurück und verbrannte den Brief ungelesen. Montgomery versuchte es zehn Tage später erneut, mit demselben Ergebnis. Die Belagerer schickten weitere Nachrichten, die überwiegend an die Stadtbevölkerung gerichtet waren. Sie behaupteten, ihre Lage sei aussichtslos und deuteten an, dass die Verhältnisse sich bessern würden, sollten sie sich erheben und die Amerikaner unterstützen.
Am 10. Dezember stellten die Amerikaner ihre größte Artilleriebatterie etwa 640 Meter von der Mauer entfernt auf. Der gefrorene Boden machte es ihnen unmöglich, sich zu verschanzen, weshalb sie eine Mauer aus Schneeblöcken formten. Die von der Batterie verursachten Schäden in der Stadt waren gering. Montgomery erkannte, dass er in einer sehr schwierigen Situation war, da aufgrund fehlender schwerer Artillerie die Verteidigung der Stadt nicht durchbrochen werden konnte. Die maximale Einberufungszeit von Arnolds Männern endete am Jahresende und von den Kolonien her kam keine neue Munition. Darüber hinaus war es sehr wahrscheinlich, dass die Briten im Frühling Verstärkung erhalten würden. Dies bedeutete, dass er entweder handeln oder sich zurückziehen musste. Montgomery glaubte, seine einzige Chance zur Einnahme der Stadt bestünde während eines nächtlichen Schneesturms, wenn seine Männer unentdeckt die Mauern erklimmen konnten.
Während Montgomery den Angriff auf die Stadt plante, erhielt er Besuch von Christophe Pélissier, einem in Trois-Rivières lebenden Franzosen. Pélissier war ein politischer Unterstützer der Amerikaner und Direktor des Saint-Maurice-Eisenwerks. Sie diskutierten über die Abhaltung eines Provinzkonvents, um Abgeordnete in den Kongress zu wählen. Pélissier riet, damit zu warten, bis Québec eingenommen sei. Sonst würden die Einwohner aufgrund mangelnder Sicherheit sich nicht getrauen, in diesem Sinne zu handeln. Sie kamen überein, dass das Eisenwerk Munition für die Belagerung zur Verfügung stellen würde. Pélissier tat dies bis zum Rückzug der Rückzug der Amerikaner im Mai 1776, woraufhin er floh und schließlich nach Frankreich zurückkehrte.
Ein Schneesturm erreichte Québec in der Nacht des 27. Dezember, was Montgomery dazu veranlasste, seine Truppen vorzubereiten. Der Sturm ließ jedoch nach und er brach den Angriff ab. In derselben Nacht desertierte ein Feldwebel aus Rhode Island und verriet den Briten den Angriffsplan. Er sah zwei Täuschungsmanöver gegen die westliche Mauer vor, während zwei Angriffe auf die Unterstadt geführt werden sollten. Arnold sollte die Verteidigungslinie am nördlichen Ende der Unterstadt durchbrechen, gefolgt von Montgomery an der Südseite beim Ufer des Sankt-Lorenz-Stroms. Beide Gruppen würden sich in der Unterstadt treffen und zusammen einen Angriff auf die Oberstadt durchführen. Der neue Plan wurde nur den höheren Offizieren mitgeteilt.

## Verlauf der Schlacht

### Montgomerys Angriff

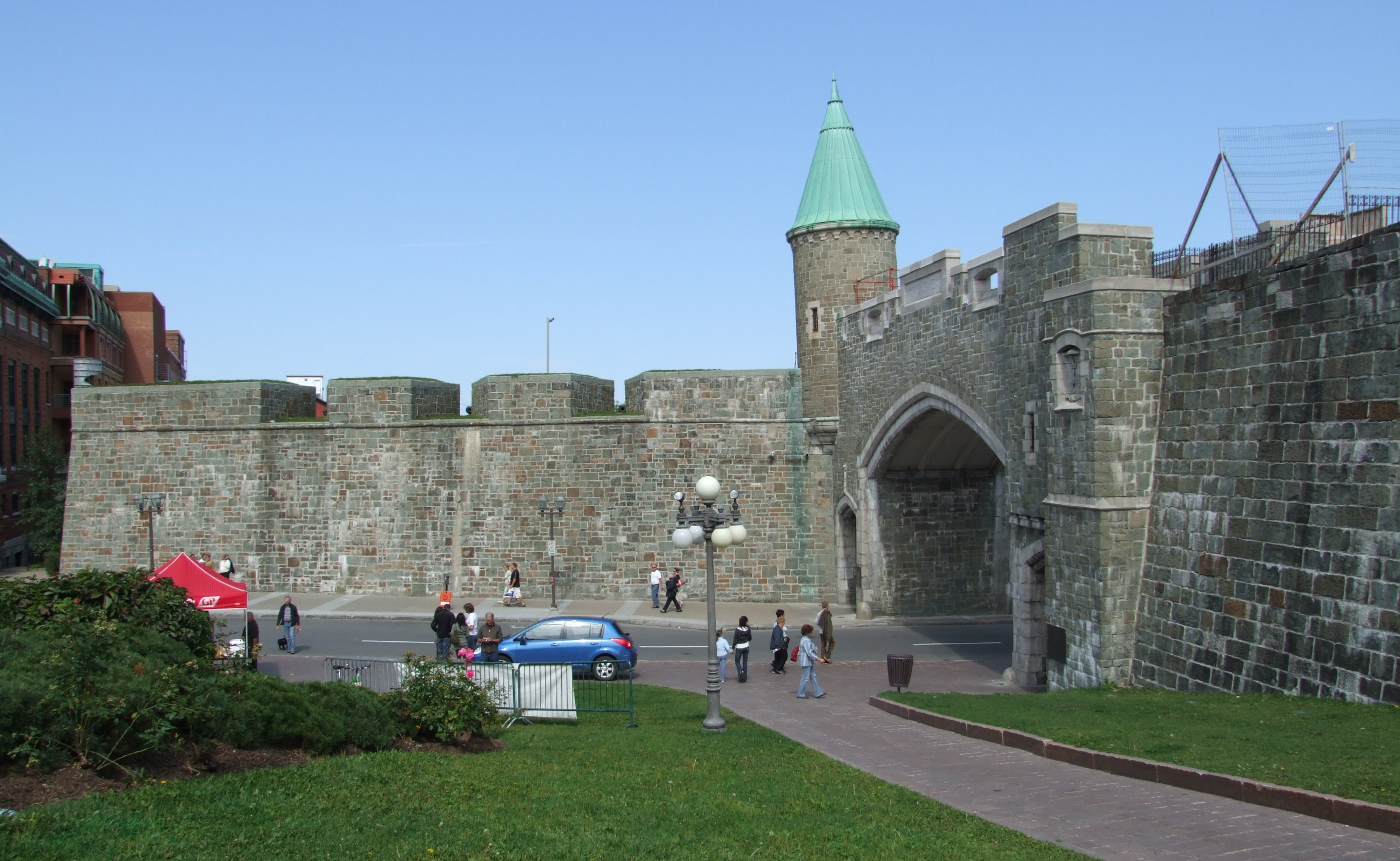
Livingstons Täuschungsmanöver galt der Porte Saint-Jean

Ein weiterer Sturm wütete am 30. Dezember und Montgomery gab erneut den Angriffsbefehl. Jacob Brown und James Livingston führten ihre Milizeinheiten in dieser Nacht zu ihren zugewiesenen Positionen; Brown bei der Bastion von Cap Diamant, Livingston außerhalb der Porte Saint-Jean. Als Brown zwischen 4 und 5 Uhr morgens seine Position erreicht hatte, feuerte er Signalraketen ab. Seine und Livingstones Männer eröffneten daraufhin das Feuer auf ihre Ziele. Montgomery und Arnold sahen die Signale und machten sich auf den Weg zur Unterstadt.

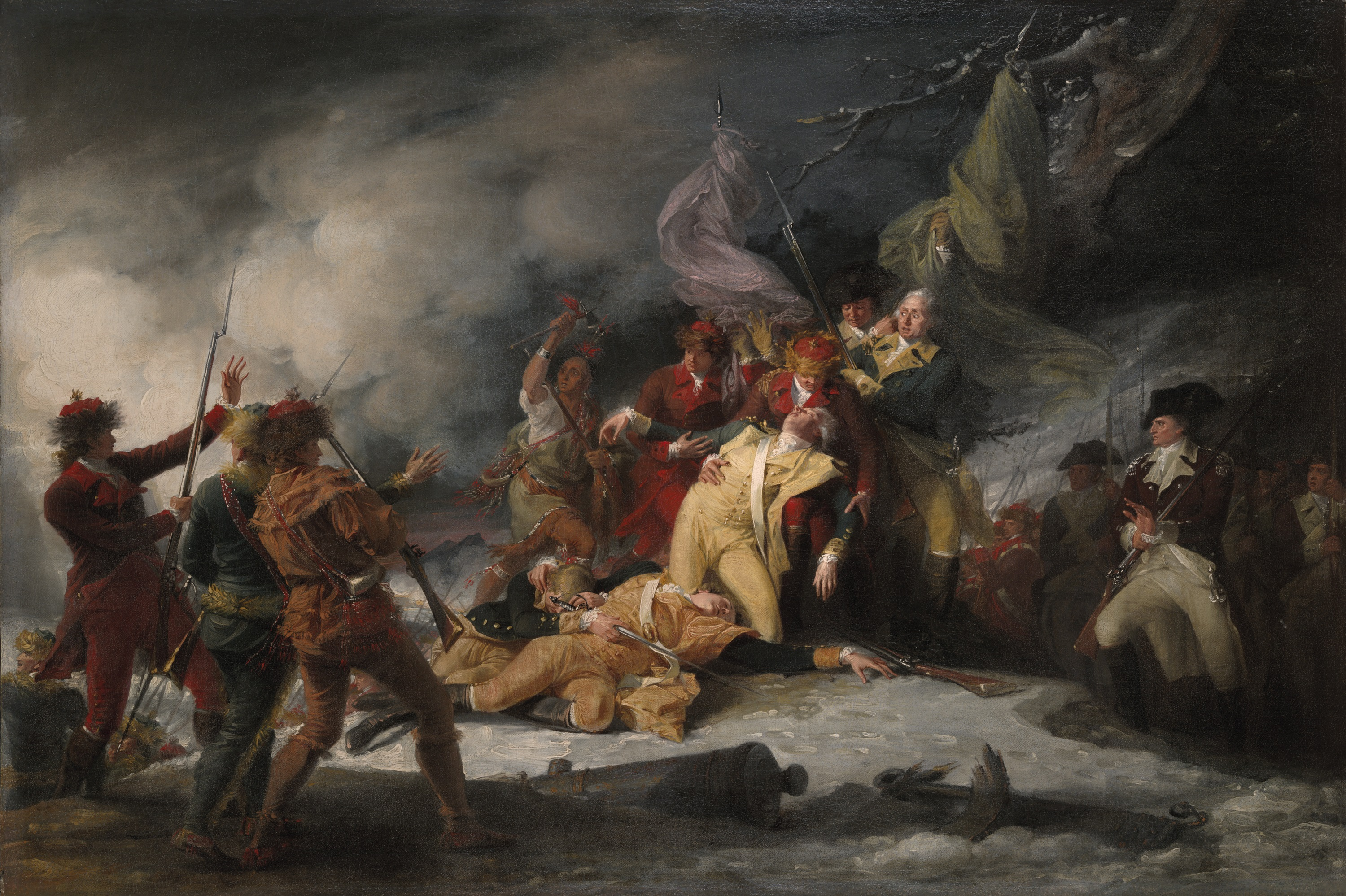
„Der Tod von General Montgomery beim Angriff auf Québec“, Gemälde von John Trumbull (1786)

Montgomery führte seine Männer einen steilen schneebedeckten Pfad zu den äußeren Verteidigungsanlagen hinunter. Der Sturm war zu einem Blizzard geworden, was den Vormarsch erschwerte. Schließlich erreichten Montgomerys Männer die äußere Palisade, wo ein Vorauskommando von Zimmerleuten sich einen Weg freisägte. Montgomery selbst sägte an der zweiten Palisade und führte 50 Mann eine Straße hinunter zu einem zweistöckigen Haus. Dieses Gebäude war Teil der Verteidigungsanlagen und diente eigentlich als Blockhaus, das von 15 Milizionären mit Musketen und Kanonen besetzt war. Die Verteidiger eröffneten das Feuer auf kurze Distanz und Montgomery wurde auf der Stelle durch eine Kartätschen-Salve, die seinen Kopf traf, getötet. Die wenigen Überlebenden des Vorauskommandos flohen zur Palisade zurück; nur der spätere Vizepräsident Aaron Burr und einige wenige Begleiter entkamen unverletzt. Zahlreiche von Montgomerys Offizieren wurden bei dem Angriff verwundet; einer der wenigen übrig gebliebenen und unverletzten Offiziere führte die Überlebenden zur Abraham-Ebene zurück. Montgomerys Leiche mussten sie zurücklassen.

### Arnolds Angriff
Während Montgomery vorstieß, näherte sich Arnold mit dem Gros der Truppen den Barrikaden bei Sault-de-Matelot am nördlichen Ende der Unterstadt. Sie passierten die äußeren Tore und einige britische Kanonenbatterien unentdeckt. Als ein Vorauskommando die Porte du Palais zu umgehen versuchte, wurden sie von den Briten auf der Stadtmauer über ihnen unter heftigen Beschuss genommen. Die Höhe der Mauern machte das Zurückschießen unmöglich, weshalb Arnold seinen Männern befahl, vorwärts zu rennen. Sie stießen durch eine schmale Straße, wo sie bei der Annäherung an eine Barrikade erneut unter Beschuss gerieten. Arnold erlitt einen Treffer am Fußknöchel, als er gerade seine Männer für einen Sturm auf die Barrikade organisieren wollte. Er wurde nach hinten getragen, nachdem er das Kommando an Daniel Morgan übergeben hatte. Morgan gelang es, die Barrikade einzunehmen, hatte aber wegen der engen, verwinkelten Straßen und des feuchten Schießpulvers Mühe, weiter vorzustoßen. Er verschanzte sich mit seinen Männern in einigen Häusern, um das Pulver zu trocknen und sich wiederzubewaffnen, doch gerieten sie unter zunehmenden Beschuss. Carleton hatte erkannt, dass die Angriffe auf die nördlichen Tore Täuschungsmanöver waren und begann seine Truppen in der Unterstadt zu konzentrieren. Etwa 500 Briten drangen durch die Porte du Palais vor und eroberten die erste Palisade zurück, wodurch Morgan und seine Männer in der Unterstadt eingekreist waren. Er sah keinen Ausweg mehr und ergab sich. Die Schlacht endete um 10 Uhr morgens.
Dies war die erste Niederlage für die Kontinentalarmee. Carleton meldete 30 getötete Amerikaner und 431 Gefangene, darunter etwa zwei Drittel von Arnolds Einheit. Er berichtete, dass „viele auf dem Fluss umkamen“, als sie zu fliehen versuchten. Maclean schrieb, dass bei der Schneeschmelze im folgenden Mai 20 weitere Leichen entdeckt wurden. Arnold meldete rund 400 Vermisste oder Gefangene, in seinem offiziellen Bericht an den Kongress war von 60 Getöteten und 300 Gefangenen die Rede. Im Vergleich dazu waren die britischen Verluste gering. Carletons erster Bericht an General William Howe erwähnte lediglich fünf Tote oder Verwundete, doch in anderen Augenzeugenberichte war von bis zu 50 die Rede. In seinem offiziellen Bericht legte sich Carleton auf fünf Tote und 14 Verwundete fest. Die Briten bargen Montgomerys Leiche am Neujahrstag 1776. Vizegouverneur Cramahé finanzierte ein einfaches militärisches Begräbnis, das am 4. Januar stattfand. Die sterblichen Überreste wurden im Jahr 1818 nach New York überführt.

## Belagerung

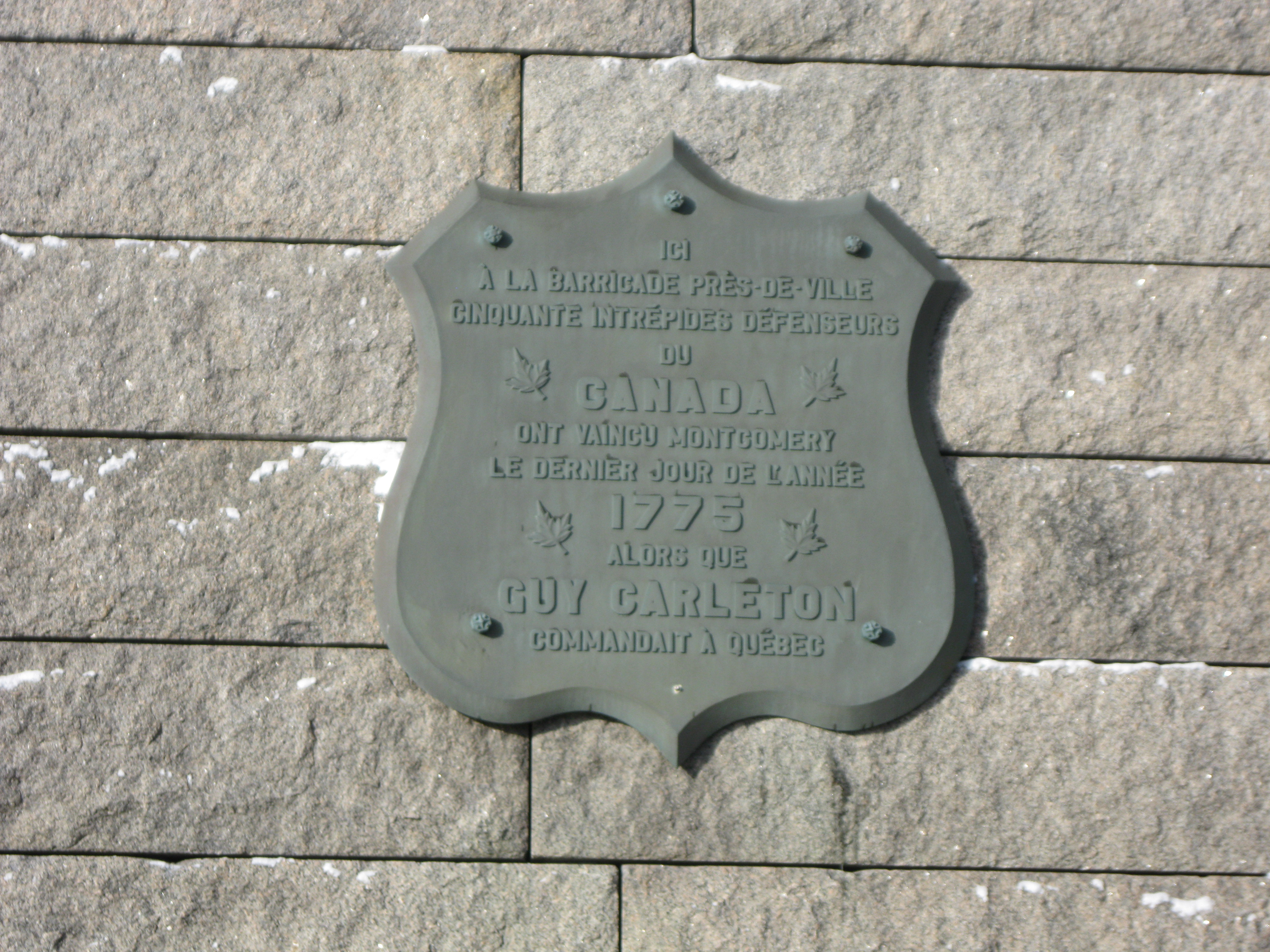
Erinnerungsplakette in Québec

Arnold weigerte sich zurückzuziehen. Er war im Verhältnis 1:3 in der Unterzahl, die Temperaturen lagen unter dem Gefrierpunkt und viele Männer kehrten in ihre Heimat zurück, da die maximale Dauer ihrer Einberufung erreicht war. Trotzdem entschloss er sich dazu, Québec zu belagern. Die Belagerung hatte relativ geringe Auswirkungen auf die Stadt; Carleton gab an, bis Mai über genügend eingelagerte Vorräte zu verfügen. Unmittelbar nach der Schlacht sandte Arnold zwei Offiziere nach Montreal, um General Wooster über die Niederlage zu informieren. Sie reisten weiter nach Philadelphia, um dem Kongress zu berichten und um Unterstützung zu bitten. Als Reaktion auf den Bericht beauftragte der Kongress die Entsendung von Verstärkung. Während der Wintermonate begaben sich kleine Kompanien von hastig zusammengestellten Regimentern aus New Hampshire, Massachusetts und Connecticut in Richtung Norden, um die Garnisonen in Québec und Montreal zu ergänzen. Seuchen (insbesondere Pocken) im Lager außerhalb Québecs forderten zahlreiche Todesopfer, ebenso der allgemeine Mangel an Lebensmitteln. Die Ansteckungen geschahen überwiegend durch infizierte Zivilisten, die aus der Stadt herausgelassen worden waren. Gouverneur Carleton billigte diese Praxis, weil sie die amerikanischen Belagerungsbemühungen massiv schwächte. Anfang April wurde Arnold durch General Wooster ersetzt, Ende April trat General John Thomas an dessen Stelle.
Obwohl Carleton über einen erheblichen Vorteil bei der militärischen Stärke zu verfügen schien, griff er das amerikanische Lager nicht an und blieb hinter den Stadtmauern. Montgomery hatte bei der Analyse vor der Schlacht in Erfahrung gebracht, dass Carleton 1759 während der Belagerung von Québec unter James Wolfe gedient hatte. Er wusste, dass der französische General Louis-Joseph de Montcalm in der Schlacht auf der Abraham-Ebene unterlegen war, weil er den Schutz der Verteidigungsanlagen verlassen hatte. Ein Jahr später hatte Gouverneur James Murray auf ähnliche Weise die Schlacht bei Sainte-Foy verloren. Montgomery ging davon aus, dass Carleton diese Fehler wohl kaum wiederholen würde. Am 14. März traf der Müller Jean-Baptiste Chasseur in der Stadt ein und informierte Carleton darüber, dass am Südufer 200 Männer bereitstünden, um gegen die Amerikaner loszuschlagen. Sie waren mobilisiert worden, um eine amerikanische Kanonenbatterie bei Point-Lévis anzugreifen. Doch ein Vorauskommando dieser loyalistischen Miliz wurde am 25. März in der Nähe von Montmagny durch pro-amerikanische Milizen besiegt.
Als General Thomas eintraf, hatten sich die Bedingungen im amerikanischen Lager derart verschlechtert, dass an eine Aufrechterhaltung der Belagerung nicht mehr zu denken war. Thomas begann mit den Vorbereitungen zum Rückzug. Die Ankunft einer kleinen britischen Flotte am 6. Mai mit 200 Soldaten an Bord (die Vorhut einer weitaus größeren Streitmacht) beschleunigte die amerikanischen Vorbereitungen für den Abmarsch. Der Rückzug entwickelte sich beinahe zu einer überstürzten Flucht, als Carleton mit einem Großteil seiner Truppen die Stadt verließ, um dem desorganisierten Feind gegenüberzutreten. Die pockengeschwächten Amerikaner (General Thomas erlag der Seuche während des Rückzugs), zogen sich bis zur Grenze bei Fort Ticonderoga zurück.

## Nachwirkungen
Am 22. Mai, noch bevor die Amerikaner ganz aus der Provinz vertrieben waren, ordnete Carleton eine Untersuchung an, um jene Kanadier zu identifizieren, die der amerikanischen Invasionsstreitmacht geholfen hatten. Drei Vertrauensleute (zwei Frankokanadier und ein Brite) bereisten die Provinz und zählten die Kanadier, die aktive Unterstützung geleistet hatten. Ihre Zählung ergab 757 pro-amerikanische Sympathisanten. Carleton war einigermaßen nachsichtig bei geringfügigen Straftaten und ließ sogar eine Anzahl Täter, die schwerere Vergehen begangen hatten, auf Bewährung frei. Sobald die Amerikaner über die Grenze zurückgedrängt worden waren, wurden die Maßnahmen gegen deren Unterstützer härter. Üblicherweise wurden sie zu Zwangsarbeit verurteilt, um die durch den Rückzug der Amerikaner verursachten Schäden zu beseitigen. Diese Maßnahmen hatten zur Folge, dass die öffentliche Unterstützung für die Amerikaner während des restlichen Krieges auf ein Minimum sank.
Zwischen dem 6. Mai und dem 1. Juni 1776 trafen fast 40 Schiffe in Québec ein. Sie transportierten über 9000 Soldaten unter dem Kommando von General John Burgoyne. Darunter waren rund 4000 deutsche Soldaten unter Friedrich Adolf Riedesel, überwiegend aus der Landgrafschaft Hessen-Kassel (siehe dazu Soldatenhandel unter Landgraf Friedrich II. von Hessen-Kassel). Diese Truppen verbrachten den Winter 1776/77 in der Provinz und wurden im letztlich gescheiterten Saratoga-Feldzug eingesetzt.